# Jean Michel Guérin du Boscq de Beaumont
Guérin Jean Michel  du Boscq de Beaumont est un homme politique français, né le 29 août 1896 à Airel (Manche) et mort le 13 octobre 1955 à Nice (Alpes-Maritimes).

## Biographie
Il est le fils de Gaston du Boscq de Beaumont.
Diplomate, avocat au barreau de Paris, il est candidat malheureux aux élections de 1932. Il participe aux deux guerres mondiales. Refusant la défaite, il gagne Londres en 1941. De Gaulle l'envoie aux États-Unis. Il collabore aux cabinets de Léon Blum et d'André Marie et occupe des fonctions importantes au ministère des Affaires étrangères.
En 1951, il est élu député indépendant de la Manche. Il occupe successivement au gouvernement Pierre Mendès France, les postes de secrétaire d'État aux Affaires étrangères du 19 juin au 3 septembre 1954 (chargé notamment de la CED), ministre de la Justice du 3 septembre 1954 au 20 janvier 1955 et Ministre d'État du 20 janvier au 23 février 1955. Atteint dans sa santé, il meurt alors qu'il est parlementaire.

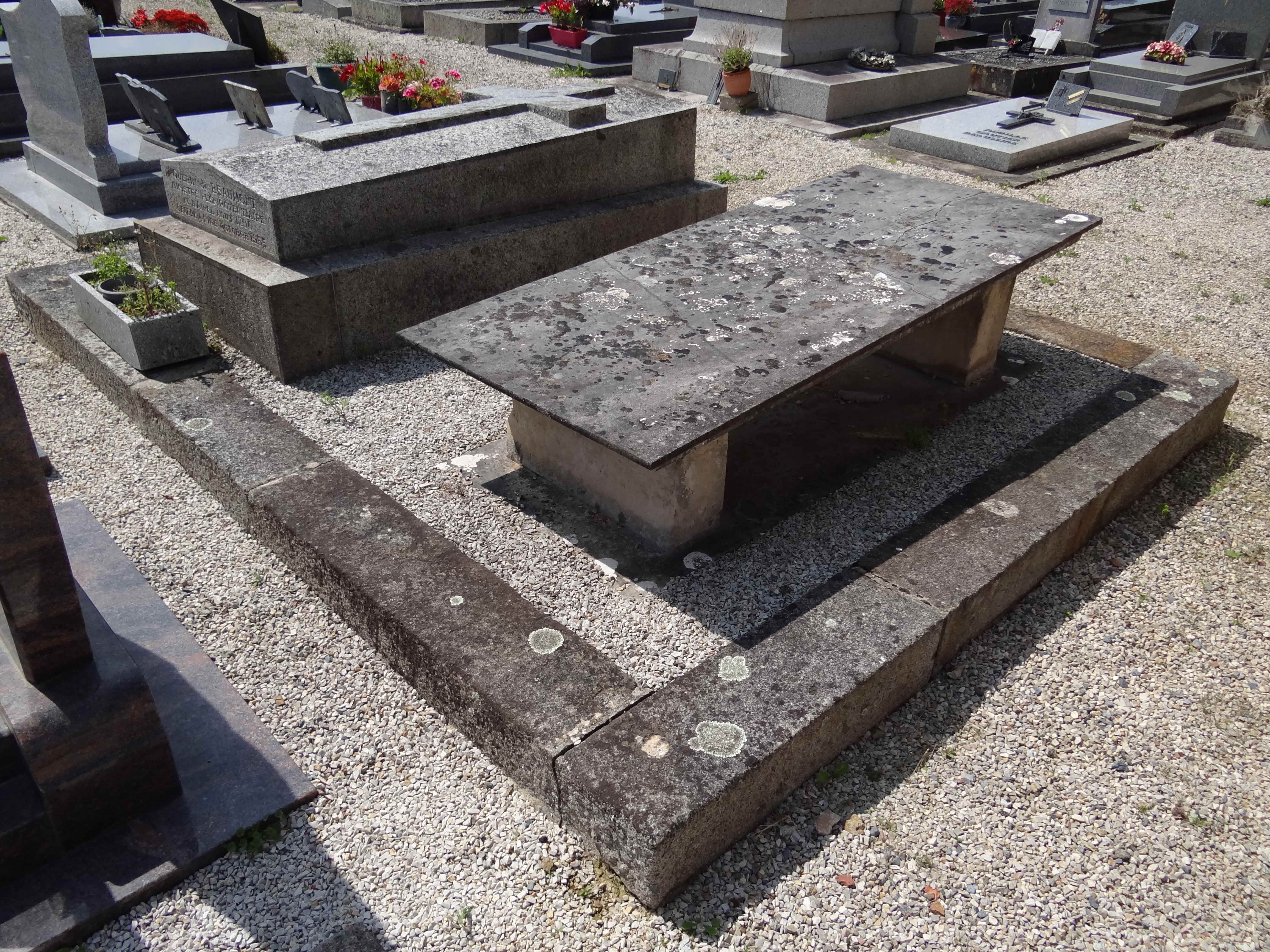
La tombe de Jean Michel Guérin du Boscq de Beaumont au cimetière d'Airel (Manche).

Il fut conseiller municipal d'Airel où il était propriétaire du manoir du Mesnil Vitey. Il est inhumé dans le caveau familial au cimetière d'Airel dans la Manche.

## Décorations
- Officier de la Légion d'honneur par décret du 23 juillet 1952
- Croix de guerre 1939–1945
- Médaille de la Résistance française par décret du 16 juin 1947[1]
- Médaille de la Liberté
- Grand Croix de l'ordre d'Orange-Nassau, par decret royal néerlandais du 20 juillet 1954 n° 57[2]